# Murillo Santiago Costa dos Santos
Murillo Santiago Costa dos Santos, meglio noto come Murillo (San Paolo, 4 luglio 2002), è un calciatore brasiliano, difensore del Nottingham Forest.

## Carriera

### Club

#### Giovanili e Corinthians
Nato a San Paolo, Murillo è entrato a far parte delle giovanili del Corinthians nel 2019, proveniente dall'União Barbarense. Dopo aver partecipato alla Copa São Paulo Under-20, il 16 gennaio 2023 è stato promosso in prima squadra.
Il 10 febbraio ha rinnovato il proprio contratto fino alla fine del 2025. Ha esordito in prima squadra il 26 aprile, sostituendo Bruno Méndez nel secondo tempo nella vittoria casalinga per 2-0 su Remo in Coppa del Brasile.
Ha esordito in Série A il 29 aprile, partendo titolare nella sconfitta esterna per 2-1 contro i rivali del Palmeiras.

#### Nottingham Forest
Il 31 agosto 2023 Murillo ha firmato per il Nottingham Forest un contratto quinquennale; gli inglesi hanno investito 12 milioni di euro per il suo cartellino. Ha finalmente esordito con il club il 1° ottobre seguente contro il Brentford. Diventa un titolare fisso del club inglese, aiutando a centrare l'obiettivo salvezza in Premier League.
L'anno successivo continua a essere titolare contribuendo alla buona stagione del club.

### Nazionale
Il 1° novembre 2024 riceve la sua prima convocazione in nazionale maggiore, con cui esordisce il 25 marzo 2025 Argentina.

## Statistiche

### Presenze e reti nei club
Statistiche aggiornate al 20 aprile 2025.
| Stagione                 | Squadra                  | Campionato               | Campionato | Campionato | Coppe nazionali | Coppe nazionali | Coppe nazionali | Coppe continentali | Coppe continentali | Coppe continentali | Altre coppe | Altre coppe | Altre coppe | Totale | Totale | Totale |
| Stagione                 | Squadra                  | Comp                     | Pres       | Reti       | Comp            | Pres            | Reti            | Comp               | Pres               | Reti               | Comp        | Pres        | Reti        | Pres   | Reti   |        |
| ------------------------ | ------------------------ | ------------------------ | ---------- | ---------- | --------------- | --------------- | --------------- | ------------------ | ------------------ | ------------------ | ----------- | ----------- | ----------- | ------ | ------ | ------ |
| gen.-ago. 2023           | Corinthians              | A1/SP+A                  | 0+13       | 0          | CB              | 7               | 0               | CL+CS              | 4+3                | 0                  | -           | -           | -           | 27     | 0      |        |
| set. 2023-2024           | Nottingham Forest        | PL                       | 32         | 0          | FACup+CdL       | 4+0             | 0               | -                  | -                  | -                  | -           | -           | -           | 36     | 0      |        |
| 2024-2025                | Nottingham Forest        | PL                       | 32         | 2          | FACup+CdL       | 2+0             | 0               | -                  | -                  | -                  | -           | -           | -           | 34     | 2      |        |
| Totale Nottingham Forest | Totale Nottingham Forest | Totale Nottingham Forest | 64         | 2          |                 | 6               | 0               |                    | -                  | -                  |             | -           | -           | 70     | 2      |        |
| Totale carriera          | Totale carriera          | Totale carriera          | 77         | 2          |                 | 13              | 0               |                    | 7                  | 0                  |             | -           | -           | 97     | 2      |        |

### Cronologia presenze e reti in nazionale
| Cronologia completa delle presenze e delle reti in nazionale ― Brasile | Cronologia completa delle presenze e delle reti in nazionale ― Brasile | Cronologia completa delle presenze e delle reti in nazionale ― Brasile | Cronologia completa delle presenze e delle reti in nazionale ― Brasile | Cronologia completa delle presenze e delle reti in nazionale ― Brasile | Cronologia completa delle presenze e delle reti in nazionale ― Brasile | Cronologia completa delle presenze e delle reti in nazionale ― Brasile | Cronologia completa delle presenze e delle reti in nazionale ― Brasile |
| Data                                                                   | Città                                                                  | In casa                                                                | Risultato                                                              | Ospiti                                                                 | Competizione                                                           | Reti                                                                   | Note                                                                   |
| ---------------------------------------------------------------------- | ---------------------------------------------------------------------- | ---------------------------------------------------------------------- | ---------------------------------------------------------------------- | ---------------------------------------------------------------------- | ---------------------------------------------------------------------- | ---------------------------------------------------------------------- | ---------------------------------------------------------------------- |
| 25-3-2025                                                              | Buenos Aires                                                           | Argentina                                                              | 4 – 1                                                                  | Brasile                                                                | Qual. Mondiali 2026                                                    | -                                                                      | 28’ 46’                                                                |
| Totale                                                                 |                                                                        | Presenze                                                               | 1                                                                      |                                                                        | Reti                                                                   | 0                                                                      |                                                                        |